# Anthony Franciosa
Anthony Franciosa, nome artístico de Anthony George Papaleo, Jr (Nova Iorque, 25 de outubro de 1928 - Los Angeles, 19 de janeiro de 2006) foi um ator norte-americano.

## Vida pessoal
Franciosa fez parte de uma leva de atores da década de 1950 que frequentou o Actors Studio, em Nova Iorque, uma das mais prestigiadas escolas de atores do mundo.
Foi também muito ativo na luta pelos direitos civis, participando de passeatas lideradas por Martin Luther King e seu ativismo o levou a uma longa amizade com o reverendo Jesse Jackson.
Foi casado com a atriz Shelley Winters, de 1957 a 1960. Estava casado com Rita Thiel há 38 anos quando morreu em Beverly Hills, aos 77 anos, em consequência de um infarto.

## Carreira
Tornou-se popular com a participação em diversas séries de televisão, entre elas o drama jornalístico Os audaciosos, onde fez o papel principal de 1968 a 1971.
Estrelou Um rosto na multidão, de 1957, dirigido por Elia Kazan. Contracenou com Anna Magnani em A fúria da carne, também de 1957; com Ava Gardner em A maja desnuda, de 1959; e com Jane Fonda em Contramarcha nupcial, em 1962.
Participou também do filme O mercador de almas, de 1958, com Paul Newman, Joanne Woodward e Orson Welles.

## Prêmios e indicações
Anthony Franciosa foi indicado ao prêmio Tony e ao Oscar por sua interpretação como o irmão de um viciado em heroína em Cárcere sem grades, de 1957 e ganhou um Golden Globe por seu papel em Calvário da glória, de 1959, filme sobre um ator que faz qualquer coisa pelo sucesso.

## Filmografia
- 1957 – A Face in the Crowd (Um Rosto na Multidão)
- 1957 – This Could Be the Night (Esta Noite ou Nunca)
- 1957 – A Hatful of Rain (Cárcere Sem Grades)
- 1957 – Wild Is the Wind (A Fúria da Carne)
- 1958 – The Long Hot Summer (O Mercador de Almas)
- 1958 – The Naked Maja (A Maja Desnuda)
- 1959 – Career (O Calvário da Glória)
- 1959 – The Story on Page One (Drama na Página Um)
- 1961 – Go Naked in the World (Nua no Mundo)
- 1962 – Senilità (Desejo Que Atormenta)
- 1962 – Period of Adjustment (Contramarcha Nupcial)
- 1964 – Rio Conchos
- 1964 – The Pleasure Seekers (Em Busca do Prazer)
- 1966 – Passaporte para o Perigo (A Man Could Get Killed)
- 1966 – Assault on a Queen (Assalto a Um Transatlântico)
- 1966 – The Swinger (A Falsa Libertina)
- 1967 – Fathom (A Espiã Que Veio do Céu)
- 1968 – A Man Called Gannon (Oferece-se Pistoleiro)
- 1968 – The Sweet Ride (A Praia dos Desejos)
- 1968 – In Enemy Country (Em Território Inimigo)
- 1971 –Nella stretta morsa del ragno
- 1972 – Across 110th Street (A Máfia Nunca Perdoa)
- 1973 – Ghost in the Noonday Sun (Fantasma Num Dia de Sol)
- 1975 – The Drowning Pool (A Piscina Mortal)
- 1979 – Firepower (Poder de Fogo)
- 1979 – The World Is Full of Married Men
- 1980 – La cicala
- 1981 – Aiutami a sognare
- 1982 – Kiss My Grits
- 1982 – Death Wish II (Desejo de Matar 2)
- 1982 – Tenebre
- 1983 – Julie Darling
- 1987 – Death House
- 1989 – La morte è di moda
- 1989 – Ghost Writer
- 1990 – Backstreet Dreams (Backstreet - Sonhos de um Rebelde)
- 1993 – Double Threat
- 1995 – El caçador furtiu
- 1996 – City Hall (City Hall - Conspiração no Alto Escalão)